# Computer Air Combat
Computer Air Combat est un jeu vidéo de type wargame créé par Charles Merrow et Jack Avery et publié par Strategic Simulations en novembre 1980 sur Apple II. Le jeu se déroule pendant la Seconde Guerre mondiale et simule des combats aériens. Il propose cinq types de scénario : courses d'avions pour l'entrainement au pilotage, interception d'une bombe, combat de nuit contre des bombardiers, interception d'une escadrille de bombardier et combat aérien entre chasseurs. Le jeu propose plus de trente types d'avions incluant ceux des allemands, des japonais, des anglais et des américains.

## Système de jeu
Computer Air Combat est un type wargame qui simule des combats aériens pendant la Seconde Guerre mondiale. Le jeu propose cinq types de scénario incluant une course d'avions pour l'entrainement au pilotage, l’interception d'une bombe, un combat de nuit contre des bombardiers, l’interception d'une escadrille de bombardiers protégées par des chasseurs et un combat aérien entre chasseurs. Le jeu propose trente-six types d’avions différents dont les caractéristiques sont basées sur celles d’avions de la Seconde Guerre mondiale comme le Spitfire britannique, le B-29 Superfortress américain, le A6M2 japonais ou le Me 262 allemand.
Le joueur observe ses avions, et les avions ennemis qu’il a détecté, en vue du dessus. Il peut commander son escadron complet ou contrôler individuellement chacun de ses avions. Le mouvement d’un avion dépend de plusieurs paramètres incluant son type, sa vitesse, sa direction, son altitude ou son inclinaison. Les avions des deux joueurs se déplacent en même temps même s'ils ont entré leurs commandes à des moments différents. Les joueurs ont accès à neuf commandes différentes : ligne droite, tourner à droite ou à gauche, rouler à droite ou à gauche, se décaler vers la droite ou la gauche et se diriger vers le haut ou vers le bas. Chaque manœuvre nécessite une certaine distance suivant le type d’avion, sa vitesse et son altitude. A part celle qui le fait aller en ligne droite, chaque manœuvre diminue la vitesse de l’avion. Pendant la phase de mouvement, différentes informations comme la vitesse, l’altitude ou la manœuvre en cours sont indiquées à l’écran.

## Publication
Computer Air Combat est publié par Strategic Simulations en novembre 1980 sur Apple II,.

## Accueil
Dans sa critique publié en 1981 par le magazine Creative Computing, Dale Archibald juge que le jeu combine le meilleur des précédents titres publiés par Strategic Simulations, Computer Bismarck et Computer Ambush. Il note en effet que contrairement Computer Bismarck, le jeu se focalise sur les combats plutôt que sur la recherche des ennemis, et que l'ordinateur met beaucoup moins de temps à calculer le résultat d'un tour que dans Computer Ambush. Il note en revanche que son manuel d'instruction ne met pas assez en avant certains points clés de son système de jeu. Il considère finalement Computer Air Combat comme « l'un des meilleurs jeux de ce type » et le recommande donc aux fans de jeux de stratégie malgré son prix important. Dans un dossier consacré aux wargames publié en 1984, le journaliste Stormbringer du magazine Tilt note que le principal avantage du jeu est qu'il est possible d'y jouer seul contre l'ordinateur dans n'importe quel scénario. Il regrette en revanche que le manuel, en anglais, ne soit pas très clair.